# Dianthidium heterulkei
Dianthidium heterulkei is een vliesvleugelig insect uit de familie Megachilidae. De wetenschappelijke naam van de soort is voor het eerst geldig gepubliceerd in 1940 door Schwarz.